# Extrados (architecture)

Extrados (3).

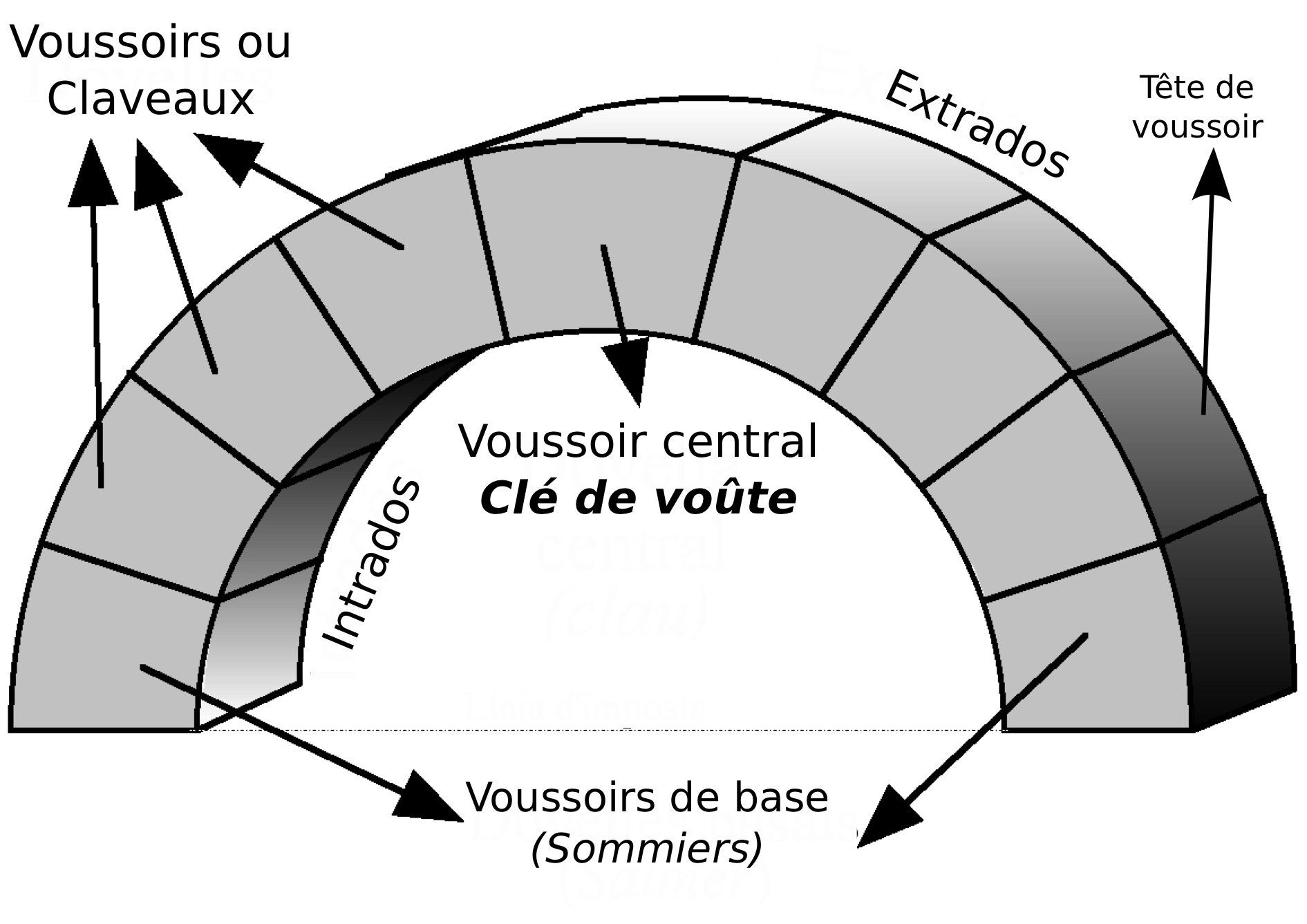
Extrados.

Pour les articles homonymes, voir Extrados.
L'extrados est soit la face supérieure arquée ou pyramidée d'une voûte ou d'un arc, soit la face supérieure d'un claveau. Il peut désigner exceptionnellement la face supérieure horizontale d'un linteau ou d'une plate-bande.
L'arc ou la voûte est généralement « extradossé », c'est-à-dire que le dessin de son extrados est concentrique à celui de l'intrados. Lorsqu'il est courbe mais non concentrique, il est dit intradossé. Lorsqu'il est plat, il est dit arasé.